# Diego Dorta
Diego Dorta, vollständiger Name Diego Martín Dorta Montes, (* 31. Dezember 1971 in Montevideo) ist ein ehemaliger uruguayischer Fußballspieler.

## Karriere

### Verein
Der 1,80 Meter große Mittelfeldakteur Dorta stand zu Beginn seiner Karriere von 1988 bis 1991 in Reihen von Central Español. 1991 bis Mitte 1995 war er Spieler des Club Atlético Peñarol. Die Aurinegros wurden in diesem Zeitraum in den Jahren 1993 und 1994 jeweils Uruguayischer Meister. 1993 und 1994 erreichte er mit dem Klub zudem die Finalspiele um die Copa Conmebol. Es folgte eine bis Jahresende 1997 währende Karrierestation in Argentinien bei CA Independiente. Dort kam der "el Jefe" genannte Dorta in 17 offiziellen Partien zum Einsatz. Für das Jahr 1998 kehrte er nochmals zu Peñarol zurück. Aufgrund chronischer Gesundheitsprobleme musste der schon seit seiner ersten Station bei den Aurinegros von Verletzungen geplagte Dorta nach insgesamt nur 72 absolvierten Pflichtspielminuten während seines zweiten Engagements bei den Montevideanern seine Karriere beenden.

### Nationalmannschaft
Dorta gehörte der uruguayischen U-20-Auswahl an, die an der U-20-Südamerikameisterschaft 1988 und 1991 sowie an der Junioren-Weltmeisterschaft 1991 teilnahm. Bei der Junioren-WM lief er in zwei Turnierbegegnungen (kein Tor) auf. Dorta debütierte am 20. März 1990 in der uruguayischen A-Nationalmannschaft. Insgesamt bestritt er 23 Länderspiele. Ein Tor erzielte er nicht. Dabei kam er viermal in der WM-Qualifikation für die Weltmeisterschaft 1994 und zweimal in den Ausscheidungsspielen für das Turnier 1998 zum Einsatz. Er gehörte dem Aufgebot bei den Turniere um die Copa América 1995 an und trug mit sechs absolvierten Turnierpartien zum Titelgewinn bei. Sein letzter Nationalelfeinsatz datiert vom 7. Juli 1996, als er unter Trainer Héctor Núñez in der WM-Qualifikation bei der 1:3-Niederlage gegen Kolumbien auflief.

### Erfolge
- Copa América: 1995
- Uruguayischer Meister: 1993, 1994